# Janez Puhar
Janez Avguštin Puhar, slovenski rimskokatoliški duhovnik, izumitelj in fotograf, * 26. avgust 1814, Kranj, † 7. avgust 1864, Kranj.
Janez Puhar je prvi slovenski fotograf in izumitelj ene od metod fotografije na steklo. Po poklicu duhovnik, rojen v Kranju v tedanjem Avstrijskem cesarstvu, je z izumom fotografije na steklo leta 1842 slovensko inovativnost zapisal na svetovni zemljevid razvoja fotografske umetnosti. Bil je vsestranski raziskovalec in izobraženec, ki se je poleg svojega poklica ukvarjal z eksperimentiranjem na različnih področjih, kot so fizika, kemija, astronomija, glasba, poezija in likovna umetnost, najbolj pa ga je prevzela fotografija.

## Življenje
Rojen je bil 26. avgusta, leta 1814 v Kranju, v ugledni obrtniški rodbini (očetu Jožefu in materi Marjani), ki jo beležijo že od začetka 17. stoletja. V rojstni knjigi je vpisan kot August Johann Pucher. Priimek, kot je tedaj običajno, variira, tako da najdemo zapise Puhar, Puher, Puchar, Pucher, Puechar in Puecher. Imena, ki jih zasledimo izpod njegovega peresa ali v zapisih uradnih knjig in v objavah, pa so: Johann, Joannes, Janez, Ivan, August in Avguštin.
Njegov rod se je nadaljeval le po ženski liniji, saj sta bila oba z bratom Matijem duhovnika, dve sestri nista imeli otrok, le sestra Terezija se je poročila (Polec) in imela potomce. Priimek Puhar se je nadaljeval z njegovimi bližnjimi sorodniki, ki še danes bivajo v Kranju in okolici, drugi v Ljubljani in drugje po Sloveniji, v Avstriji, Švici, na Nizozemskem in še kje.
Bil je bister in radoveden otrok. Po dokončani normalki v Kranju je nadaljeval šolanje na gimnaziji v Ljubljani, kjer se je izkazal z nadarjenostjo za različne predmete. Naučil se je več jezikov, poleg latinščine še francoščino, nemščino, angleščino in italijanščino, pisal je pesmi, rad se je ukvarjal z risanjem in botaniko, v višjih razredih pa zlasti z matematiko, fiziko in kemijo. Bil je tudi glasbeno nadarjen in je igral več inštrumentov, ki si jih je pozneje celo sam izdeloval. Po končani gimnaziji se je želel posvetiti umetnosti, a je, kot je bila takrat pogosto navada, na materino željo stopil v semenišče. Leta 1838 je bil posvečen za duhovnika in nastopil svojo prvo službo kot duhovni pomočnik v Leskovcu pri Krškem.
A Janeza Puharja je bolj kot njegov poklic privlačila fotografija. Ko je Francoska akademija znanosti 19. avgusta 1839 razglasila izum fotografije - dagerotipije, se je tudi Puhar seznanil z novim postopkom in ga, kot je poročal Puharjev biograf Jurij Jarc, že v naslednjem letu obvladal. Zatem se je v času službovanja v Metliki lotil samosvojega raziskovanja. Po premestitvi v Ljubno na Gorenjskem je leta 1842 uspel z inovacijo fotografije na steklu.
Janeza Puharja je Cerkev pogosto selila. Tako je moral iz Ljubnega v Radovljico in leta 1846 na Bled. Prav Bled pa je bil z zametki turizma in radovednimi obiskovalci iz Anglije, Francije, Amerike ... idealen za Puharjevo delo. Tu je njegov izum doživel prvo popularizacijo, saj je s svojim znanjem jezikov zlahka komuniciral in vzbujal pozornost s svojimi talenti. Najbolj pomembno znanstvo je bilo s francoskim vikontom Louisom de Daxom, ki je leta 1849 iz zdravstvenih razlogov prišel na Bled. Iz zapisov vemo, da sta se družila ob pogovorih o fotografiji in umetnosti in da je de Dax odkupil štiri Puharjeve fotografije na steklo. O izumitelju na Kranjskem je leta 1852 pisal pomembnemu francoskemu časopisu La Lumiere in Puharja opisal kot poznavalca, inovatorja in umetnika, ki v preskromnih razmerah ustvarja izjemne fotografske izdelke in vzbuja občudovanje. 
Leta 1853 je bil prestavljen, tokrat v Cerklje na Gorenjskem. Z odhodom  s svetovljanskega Bleda so usahnili stiki z zanimivimi ljudmi in novice o znanstvenem dogajanju po svetu. Boleč udarec sta bila tudi smrt očeta in sestre Francke. V Cerkljah je še vedno eksperimentiral in poročal o novih postopkih, npr. o fotografiji na papir in o projiciranju na steno, a poročil o teh ni več javno objavljal. Najbrž je doživljal zaton svoje strokovne integritete, saj se je fotografija po svetu z veliko vnemo razvijala naprej, on sam in njegov izum pa sta ostajala vse bolj v ozadju. Z zadnjimi premestitvami v Smlednik, Kamnik in naposled na Dovje je Janez Puhar klonil, najbrž tudi zaradi škodljivih snovi, ki jih je vdihaval pri svojih poiskusih. Poleti leta 1864 se je hudo bolan na pljučih vrnil nazaj v rodno mesto Kranj in tam 7. avgusta, star le 49 let, umrl.

## Delo na področju fotografije
Janez Puhar je pionir fotografije na steklo. Svetovni izum fotografije iz leta 1839 pripada Francozu Louisu Jacquesu Louis Mandé Daguerreu. V istem času so postavljali temelje trajnega fotografskega zapisa še drugi (bratranca Joseph Nicephore Niepce in Abel Niépce de Saint-Victor, William Henry Fox Talbot, John Herschell idr.), toda Janez Puhar je s svojo inovativnostjo dotedanje postopke prehitel in presegel v več vidikih - predvsem je bil to prej nedosegljiv kratek čas ekspozicije (Puharjeva osvetlitev je trajala 15 sekund, medtem ko so drugi merili čas še v minutah in celo urah), kar mu je omogočilo slikati portrete. Druga prednost je bil pozitivni pogled, ki ga je omogočila uporaba stekla, postopek pa je omogočal tudi preslikavo na papir. Danes, po več kot 150 letih od izuma, Puharjeve fotografije izkazujejo tudi izjemno obstojnost, saj so dobro ohranjene.
K izumu so ga pripeljale njegova ljubezen do naravoslovja, že v času šolanja, še posebej kemije, nato pa študije o svetlobi, novice o prvih obstojnih slikah in poizkusi z dagerotipijo. Dejstvo, da je bil ta postopek s posrebrenimi bakrenimi ploščami zanj predrag in njegov inovativen duh sta ga navedla k novim iskanjem. Puhar je svoj izum poimenoval kot hyalotipija ali prosojni svitlopis, transparentna svetlobna slika, transparentna slika na steklu in z ustreznimi nemškimi poimenovanji. Še za časa življenja so njegove slike poimenovali kot puharotipije.
Značilnosti njegovega postopka so:
- ideja za uporabo stekla
- dostopni materiali: žveplo (značilno za Puharja), mastiks, brom, jod, živo srebro in alkohol
- sveča iz rastlinskega ločja
- lastno izdelana camera obscura

Janez Puhar nam je zapustil lastni zapis postopka. Ta ni povsem natančen, kar je morda odraz Puharjeve praktične narave, ali pa je postopek namenoma zavil v tančico avtorske skrivnosti. Do danes še nikomur ni povsem uspelo ponoviti njegovega dosežka.
Povzetek njegovega postopka: Puhar je uporabljal navadno ali brušeno steklo, ki ga je najprej ogrel in nanj nanesel svetlobno občutljivo plast žvepla. Impregniral ga je z jodovimi hlapi, nato pa steklo vstavil v kamero in ga osvetlil. Medtem je dodajal še živo srebro, ki ga je segreval na dnu aparata, po osvetljevanju pa je slabotno sliko ojačal z bromovimi parami. Nastalo sliko je fiksiral z alkoholom, jo prevlekel s firnežem in pokril z drugim steklom.

#### Poti izuma
O prvih uspehih z dagerotipijo in lastnim raziskovanjem je časopis Carniolia poročal maja 1841. Mesec kasneje je časopis objavil Puharjeva pojasnila, iz katerih so razvidne vse prednosti njegovega postopka in nakazujejo uporabo stekla. Predhodnica izuma fotografije na steklo je bila torej rojena v Metliki, v letih 1840 in 1841. Svoja odkritja je izpopolnjeval v Ljubnem in v letu 1842 uspel s kakovostnim in trajnim zapisom slike na steklu. Izum je datiral z 19. aprilom 1842. Prva javna objava Puharjevega izuma je članek “Neu erfundenes Verfahren, transparente Heliotypen auf Glasplatten darzustellen” v časniku “Carniola”, 28. aprila 1843. Tej je 3. maja 1843 sledil ponatis v graškem časopisu “Innerösterreichisches Industrie und Gewerbe Blatt”.  S temi objavami je Puhar nesporno in za vedno dokazal svoje prvenstvo v fotografiji na steklu. 
A z uveljavljanjem je imel težave. Steklo so za fotografske poizkuse kasneje uporabljali tudi drugi. Francoz Abel Niépce, ki je izboljšal kalotipijo in na steklu dobil kakovostne slike, je o svojem izumu oktobra 1847 obvestil francosko Akademijo znanosti. Janez Puhar pa je s priznanjem na Dunaju in v Parizu uspel šele v letih 1851 in 1852 ter tako za vedno ostal v Niepcovem ozadju. Kljub temu, da je nesporno prvi izumitelj fotografije na steklo na svetu, kljub dejstvu, da je Niepce uspel s sliko na steklu 5 let za Puharjem in je bil njegov čas osvetlitve neprimerljivo daljši, so Francozi prvenstvo na tem področju vendarle raje priznavali svojemu rojaku.

### Drugi fotografski izumi
Na področju fotografije je poleg izuma svetlopisa na steklu možnosti zapisa slike razvijal naprej. O teh obstajajo le njegova poročila, kataložni zapisi z razstav in interpretacije njegovih raziskovalcev:
- projekcija na steno
- povečevanje slik z "laterno magico"
- preslikava z elastičnih plošč (steklo, prekrito z gumijevo in žvepleno raztopino) na papir in steklo
- heliogravura - pretiskavanje slik s tiskarsko barvo in stiskalnico
- fotografiranje na papir z žveplom in živim srebrom (izum je Puhar datiral s 25.10.1853)
- platinasti tisk (zanj naj bi v Londonu prejel  medaljo)
- tičnopis - slike z dotikom na steklo (po Moserjevi teoriji)
- fotoreprodukcija na solnat papir

## Delo na drugih področjih
Janez Puhar je bil vsestranski umetnik. K fotografiranju sta ga navedli njegova naravoslovna in likovna nadarjenost. Dobro je namreč tudi risal in slikal. Rad se je izražal tudi v poeziji, slutimo lahko, da tudi z glasbeno kompozicijo, vsekakor pa vemo, da je znal igrati in si je celo sam izdeloval instrumente (glasovir, violino in kitaro). Po tedanji navadi – živel je v času Avstrijskega cesarstva – je pesnil v slovenskem in nemškem jeziku. Pesmi so preproste in navdahnjene z ljudskim melosom, zato so nekatere tudi ponarodele. Njegove pesmi so uglasbili skladatelji Andrej Vavken, Gregor Rihar in drugi.

## Dela

### Fotografije na steklu
Dosedanje raziskovanje Puharjeve dediščine nam je ohranilo pet svetlopisov na steklu in posnetek šestega:
- Avtoportret, reprodukcija slike na steklu (original je izgubljen), Narodni muzej Slovenije, Ljubljana
- Avtoportret , fotografija na steklu, 10 x 12 cm, Narodni muzej Slovenije, Ljubljana
- Moški portret (morda svak), fotografija na steklu,  9,4 x 11,5 cm, Narodni muzej Slovenije, Ljubljana
- Ženski portret (morda sestra), fotografija na steklu, 10,3 x 12,1 cm, Narodni muzej Slovenije, Ljubljana
- Andrej Vavken v Cerkljah na Gorenjskem, fotografija na steklu, 6,7 x 8,4 cm, Muzej za arhitekturo in oblikovanje, Ljubljana
- Portret skladatelja Andreja Vavkna in slikarja Ivana Franketa, fotografija na steklu, 9,7  x 11,5 cm, zasebna last

### Fotoreprodukcije
- Blejski otok, kolorirana fotoreprodukcija grafičnega motiva na papir, 6,5 x 5,1 cm, Narodni muzej Slovenije, Ljubljana
- Zadnja večerja, kolorirana fotoreprodukcija grafičnega motiva na papir, 7,8 x 6 cm, Narodni muzej Slovenije, Ljubljana
- Gregor Rihar v čolnu na Bledu, fotoreprodukcija Puharjeve risbe na papir, 9,1 x 6,3 cm, Narodni muzej Slovenije, Ljubljana

### Izgubljene puharotipije
Velika večina Puharjevih fotografij je žal neznano kje. Iz pisnih virov pa vemo najmanj še za naslednje:
- 2 svetlopisa, ki ju je predložil zboru znanstvenikov v Ljubljani leta 1849
- 4 slike, ki jih je na Bledu kupil vikont Louis de Dax
- slike, ki jih je poslal Cesarski akademiji znanosti na Dunaj
- fotografije, s katerimi je sodeloval na svetovnih razstavah v Londonu, New Yorku in Parizu
- portreti sorodnikov iz zapuščine družine Polec, ki je bila uničena med 2. svetovno vojno

### Izgubljena likovna dela
- Portret Puharjeve sestre Francke
- Francka na mrtvaškem odru
- Kolorirana risba očeta in sester
- Risba blejskega gradu
- Puharjeva izstrižena avtosilhueta

### Pesmi
Slovenske pesmi
- Vigred se povrne (uglasbil A. Vavken)
- Otožnica po ranjkem Kamilo Mašeku (uglasbil A. Vavken)
- Bom šel na planince (prirejena po nemški pesmi Hirtenknabe)
- Venec na grob sestre Frančiške Pucher, spoštovane pevke na cerkvenem koru kranjskiga mesta (1852)
- Venec spoštovanja in prisrčne bratovske ljubezni na grob čast.gospoda Matevža Pucherja, kaplana v Naklim (1856)
- Zdrava, draga domovina (1861)
- Poziv Gorencam (1861)
- Milan (1861)
- Selsko veselje (1861)
- Otožnica po ranjkem Kamilo Mašeku, c. kr. učeniku glasbe v Lj. (1861)
- Lovska (1863)
- Velikonočna (1863)
- Mlin

Nemške pesmi
- Hoffnung
- Maiblüthen
- Aufblick (sonet)
- Abschiedsgruss an Veldes

## Priznanja
- priznanje dunajske Akademije znanosti, 1851, z objavo Puharjevega poročila ”Die Transparentlichtbilder auf Glas” (prosojni svetlopisi na steklu).
- Diploma Francoske akademije “Académie nationale agricole manufacturière et commerciale”, 1852
- Great Exhibition of the Works of Industry of all Nations, London, 1851: Puhar je razstavljal kot eden od le 3 predstavnikov Avstrijskega cesarstva. Za svoje novosti na steklu je prejel medaljo.
- Exhibition of the Industry of All Nations, New York, 1853: Na newyorško razstavo ga je povabila firma Englemann Brothers, ki ga je opazila v Londonu. Razstavo, na kateri je sodeloval, si je ogledalo več kot milijon ljudi.
- L’exposition universelle de 1855, Paris: Janez Puhar je sodeloval s fotografijami na steklu, na papirju in svetlobnimi kopijami. V katalogu razstave so ga predstavili kot izumitelja fotografij po novih postopkih. Tudi tu je prejel medaljo.

## Poimenovanja
Po njem se imenuje:
- Nagrada Janeza Puharja, ki jo podeljuje Fotografska zveza Slovenije za izjemne dosežke na področju fotografije in za življenjsko delo
- Njegov postopek fotografije na steklu – puharotipija
- Puharjeva ulica v Ljubljani
- Puharjeva ulica v Kranju
- Puharjeva pohvala, ki jo podeljuje Fotografsko društvo Janez Puhar Kranj
- Puharjeva medalja, ki jo podeljuje Fotografsko društvo Janez Puhar Kranj in od leta 2014 na mednarodnih razstavah FIAP (mednarodna fotografska zveza) za najboljši portret
- Osnovna šola Janeza Puharja Kranj - nekdaj podružnica OŠ Simona Jenka